# سيمو هالها
سِيمُو هَوْهَة (بالفلندية: ) قناص من عسكر فلّندة ولد سنة 1905 وقاتل الجيش الأحمر في حرب الشتاء (1939–40) إبان الحرب العالمية الثانية. لقبه الجيش الأحمر السوفياتي بـ«المَوْتِ الأَبْيَضِ»، فقد سجل بندقيته في  أعلى رقم (505) مؤكد للقتلى في أي حرب كبرى. وقد جاوز التسعين ومات في هامنة لأول أبريل من سنة 2002.

## الخدمة العسكرية
ولد في 17 ديسمبر 1905 وهو ابن فلاح بسيط، بدأ خدمته العسكرية في عام 1925 خلال حرب الشتاء بين فنلندا وروسيا 1939-1940.
وكان يؤدي واجبه العسكري كقناص ضد الجيش الأحمر السوفييتي وكان يعمل في ظل ظروف قاسية وفي درجات حرارة متدنية (4 درجات تحت الصفر) ويرتدي ملابس التمويه الخاصة به ذات اللون الأبيض.
وكانت جبهة القتال الثانوية للحرب في ساحة معركة كُلَّا المنطقة التي قنص فيها ما يربو عن 500 جندي سوفييتي، وكان يستخدم بندقية فنلندية تسمي M28 وهي مطورة عن نظيرتها السوفييتة Mosin Nagant وذلك حتى تناسب حجمه الصغير وطوله الذي لا يتعدّى 1.62 متر.
كان يفضل استخدام بندقية القنص من دون المنظار نظراً لما يحققه له من ميزة اصطياد أصغر هدف ممكن وكذلك عند انعكاس الضوء على المنظار العادي سوف يؤدي إلى إحداث وهج ربما يؤدي إلى كشف مكان القناص. ويقال أنه بالإضافة إلى إصاباته السابقة، إن سيمو هوهة سجل ما يقرب من 200 إصابة باستخدام بندقية Suomi M-31 SMG الأمر الذي يرفع عدد إصاباته إلى 700، الا أن هذا الأمر لم يتم تأكيده.

«الموت الأبيض» هو اللقب الذي أُطلق على القناص الفنلندي، لأنه احترف التخفي في الثلج، ليبدو كقطعة منه مع ردائه الأبيض، لدرجة أنه أثار جنون السوفييت، فأرسلوا كتيبة من القناصين لقتله في تكتيك عسكري معتاد ومتكرر، لكن غير المعتاد أن يقتل «هوهة» الكتيبة بأكملها، ساعده في ذلك أكبر مخاوفه «المنظار المُقرب» فكان يتعرف على أماكن القناصة من انعكاس الشمس عليه، ما ضاعف من غضب السوفييت، ودفعهم إلى حد قصف موقع القناص الماهر بالمدفعية الثقيلة، دون أن يتمكّنوا من قتله.

ونظراً لما كان يمثّله من خطر على جنود الجيش الأحمر فقد تم وضع خطط عديدة للتخلص من سيمو هوهة باستخدام نفس إسلوبه بالقنص، إلا أنه كان ماهراً في التخفي، فحاولوا قصفه بالمدفعية، فبعد أن أعدوا له كمين، وكان أفضل ما حققوه هو تمزيق معطفه عن طريق قصف بالمدفعية أصاب وراء منطقة كمونه وأصيب سيمو هالها بخدش بسيط.

وفي 6 مارس 1940 وخلال قتال قريب، أُصيب في منطقة الفك بوجهه ولكن الرصاصة -لحسن حظه- هبطت عن مستوى الرأس وأصابت الفك ويتحدث أحد أصدقائه عن حالته في تلك اللحظة أن نصف رأسه كان مفقوداً. وفي 13 مارس 1940 استعاد وعيه بعد أن انتهت الحرب بأيام، وتم ترقية سيمو هالها من رتبة العريف إلى رتبة الملازم بواسطة المارشال "كارل غوستاف إميل مانرهايم"، وكانت سابقة في تاريخ فنلندا أن يرقّى عسكري على هذا النحو. توفي في 1 أبريل 2002.